# Bataille de Resaca
Guerre de Sécession
Batailles
Campagne d'Atlanta
- Rocky Face Ridge
- Resaca
- Adairsville
- New Hope Church
- Pickett's Mill
- Dallas
- Kolb's Farm
- Kennesaw Mountain
- Marietta
- Noonday Creek
- Pace's Ferry
- Peachtree Creek
- Atlanta
- Ezra Church
- Brown's Mill
- Utoy Creek
- Dalton
- Lovejoy's Station
- Jonesborough

La bataille de Resaca fait partie de la campagne d'Atlanta lors de la guerre civile américaine dite guerre de Sécession. La bataille s'est déroulée dans deux comtés de la Géorgie (Gordon et Whitfield) du 13 au 15 mai 1864. Elle s'achève de manière indécise en ne délivrant pas de vainqueur final de manière incontestable. La bataille a opposé la division militaire du Mississippi (mené par William T. Sherman) du côté de l'union et l'armée du Tennessee (Joseph E. Johnston) pour les confédérés. Il y a 5 547 pertes humaines : 2 747 pour l'Union et 2 800 pour la Confédération.

## Déroulement de la bataille

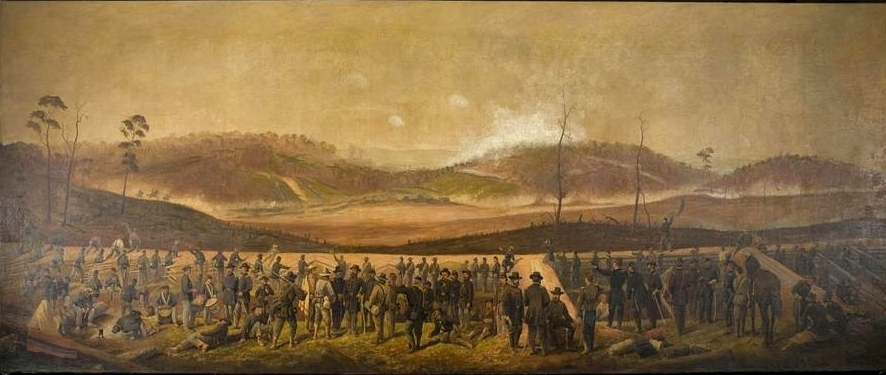
Bataille de Resaca par James Walker

Johnston s'était retiré de Rocky Face Ridge pour prendre position sur les collines autour de Resaca. Le 13 mai 1864, les troupes de l'Union testent les lignes sudistes pour chercher les points les plus vulnérables de leur dispositif. Forts de ces renseignements, les Fédéraux lancent des attaques pendant toute la journée du lendemain. Les troupes de l'Union sont généralement repoussées, excepté sur l'aile droite sudiste, où Sherman n'est cependant pas en mesure d'exploiter son avantage.
Le 15 mai 1864, la bataille se poursuit sans que l'un ou l'autre des belligérants ne prenne l'avantage, jusqu'à ce que Sherman envoie une force de l'autre côté du fleuve Oostanula, au lieu-dit Lay’s Ferry, afin de bloquer la voie ferrée qui approvisionne Johnston en vivres et en renforts. Incapable de contrer ce mouvement des forces militaires de l'Union, Johnston est contraint d'opérer un repli stratégique.